# Narol
Narol é um município da Polônia, na voivodia da Subcarpácia e no condado de Lubaczów. Estende-se por uma área de 12,42 km², com 2 112 habitantes, segundo os censos de 2016, com uma densidade de 170,0 hab/km².